# مرتفع شمال أمريكا

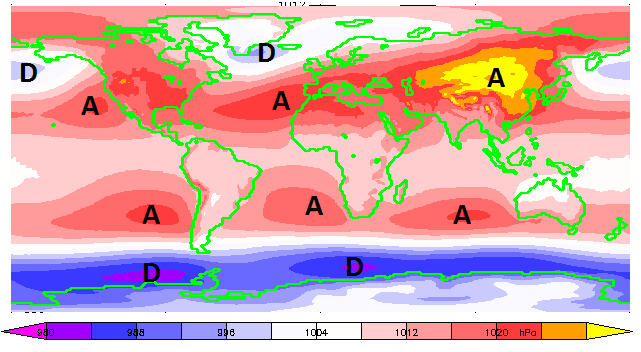

يعتبر مرتفع شمال أمريكا واحد من بين اثنين من مراكز الضغط الجوي شبه الدائمة التي تتقوى على اليابسة خلال فصل الشتاء. أما المركز الثاني فهو مرتفع سيبيريا (أو المرتفع الآسيوي) الذي يهم شمال شرق داخل آسيا. ونادرا ما يمتد تأثير مرتفع شمال أمريكا إلى ارتفاعات تتعدى 2500 م حيث إنه يتكون من هواء بارد وكثيف. أما على ارتفاع 3000 م فيفقد المرتفع كل خصائصه.
إن التأثير الحراري المحدود للكتلة القارية الصغيرة نسبيا لشمال أمريكا مقارنة مع الكتلة القارية الكبيرة لآسيا يجعل من مرتفع شمال أمريكا أكثر ضعفا وتشتتا من المرتفع الآسيوي. فهو ينقسم إلى مركزين أساسيين، مركز شمالي يدعى مرتفع كندا أو مرتفع ألاسكا ومركز جنوبي على غرب الولايات المتحدة يدعى مرتفع الهضبة أو مرتفع الحوض العظيم. ينتج مركزه الجنوبي، عن التنقل المعتدل لحزام الضغوط الجوية المرتفعة دون المدارية باتجاه القطب الشمالي. أما مركزه الشمالي، فينتج بالأساس عن التبريد القاري. ويبلغ متوسط الضغط الجوي على مستوى سطح البحر للمرتفع الكندي خلال شهر يناير 1020 هيكتوباسكال مقابل 1035 هيكتوباسكال لمرتفع سيبيريا.
و يقع المرتفع الكندي شرقا من سلسلة جبال روكي حيث يبقى بمعزل عن التأثير الحراري للمحيط الهادئ. وتنتقل مراكزه على العموم نحو الجنوب الشرقي وبعد ذلك تتجه شرقا نحو السواحل الأطلسية. ويفقد المرتفع بعد ذلك خصائصه بمروره فوق المياه الدافئة للمحيط الأطلسي فيتم استيعابه من طرف مرتفع الآصور. ويروم المرتفع الكندي إلى ربط مرتفع القطب الشمالي بحزام المرتفعات الجوية شبه المدارية.

## المصدر
- موسوعة مناخ العالم – جون أُ. أوليـفِر.
- معجم المصطلحات العلمية والفنية المستعملة في الأرصاد الجوية (إنجليزي-عربي)– محمد فتحي طه.